# 阿克蘇姆的埃扎納
阿克蘇姆的埃扎納是非洲東部的古國阿克蘇姆的國王。320年至356年間在位。

## 生平
傳統史料指出，埃扎納在孩提時期繼位，其母則為其攝政，前皇帝秘書、敘利亞基督徒弗魯門修斯則為其導師。受其導師影響，埃扎納後來皈依基督教，弗魯門修斯後來則成為首任阿克蘇姆主教。阿克蘇姆成為非洲第一個以基督教為國教的國家。
他在位的36年間，發動了幾次戰爭。其中一次戰爭征服了古實王國並摧毀其首都麥羅埃，並將過程記錄在一吉茲語石碑上。他在鎮壓國内不穩定因素後實施懷柔政策。因此，王國疆域在其任内不斷擴張，疆域包括後來的厄立特里亞全境、埃塞俄比亞北部、也門、沙地阿拉伯南部、索馬里北部、吉布提、蘇丹北部，以及埃及南部。
埃扎納在位期間，貿易十分繁盛，當地商人透過出口象牙、黃金、龜殼、毛皮及香料，以及轉售印度的貨品予羅馬與希臘商人圖利。因此，紅海港口阿杜利斯在當時為阿拉伯半島、霍爾木茲海峽以至印度次大陸的貿易樞紐。此外，埃扎納也十分重視和游牧民族貿易，尤其是對王國最爲重要的黃金貿易。

## 影響
有學者認爲，埃扎納是阿克蘇姆最爲著名的君主，外邦人甚至稱其為「埃塞俄比亞的君士坦丁大帝」。而他改宗基督教的做法不但使後來的埃塞俄比亞政權皆以基督教為國教，亦使吉茲語成爲當地的教會語言。他和其弟亦因此獲得天主教會及埃塞俄比亞正教會封聖，紀念日為10月1日。